# عشق لاغرمردنی
«عشق لاغرمردنی» (انگلیسی: Skinny Love) ترانه‌ای از هنرمند آمریکایی بن ایور است که در ۲۴ آوریل ۲۰۰۸ منتشر شد.

## نسخهٔ بِردی
خوانندهٔ انگلیسی، بردی، در ۳۰ ژانویهٔ ۲۰۱۱ بازخوانی جدیدی از این ترانه را به‌عنوان نخستین تک‌آهنگ خود منتشر کرد. این تصنیف بسیار مورد استقبال قرار گرفت. در استرالیا بیش از ۴۰۰ هزار نسخه از آن به فروش رفت که ۶ نشان پلاتینی را برایش به همراه داشت. «عشق لاغرمردنی» در ایالات متحده آمریکا و پادشاهی متحد بریتانیا نیز موفق بود و به‌ترتیب، بیش از ۱ میلیون نسخه، و بیش از ۷۰۰ هزار نسخه در آن کشورها فروش داشت.